# Orthocentrus punctatissimus
Orthocentrus punctatissimus là một loài tò vò trong họ Ichneumonidae.